# Кирумпя
Ки́румпя (эст. Kirumpää piiskopilinnus) ― руины епископского замка, расположенные на северной окраине города Выру на высоком берегу реки Выханду. Первое письменное упоминание о замке относится к 1322 году.

## История
Замок был построен для защиты восточной границы Дерптского епископства вдоль исторически важной торговой и военной дороги из Тарту во Псков. Вероятно, он существовал уже в конце XIII века.
Во время Крестьянской войны в Эстонии в 1343—1345 годах боевые действия происходили и на территории замка Кирумпя. В ходе битвы при Вастселийне в замке располагалось управление войсками, которое возглавил Дитрих фон Рамбовиг.
Первоначально замок представлял собой небольшое укрепление, состоящее из сторожевой башни и жилой постройки. В дальнейшем оно несколько раз расширялось и уже к концу XV века превратилось в полноценный замок с площадью территории около 45 квадратных метров. Вход в замок находился с западной стороны. В XVI веке вокруг каменной крепости разрослось большое поселение купцов и ремесленников.
Замок Кирумпя сильно пострадал в начале Ливонской войны, когда его подожгли отходящие войска. Окончательное разрушение замка предотвратили местные жители. Полностью замок был разрушен во время Северной войны 1655—1660 годов, и с тех пор не восстанавливался.

## Галерея

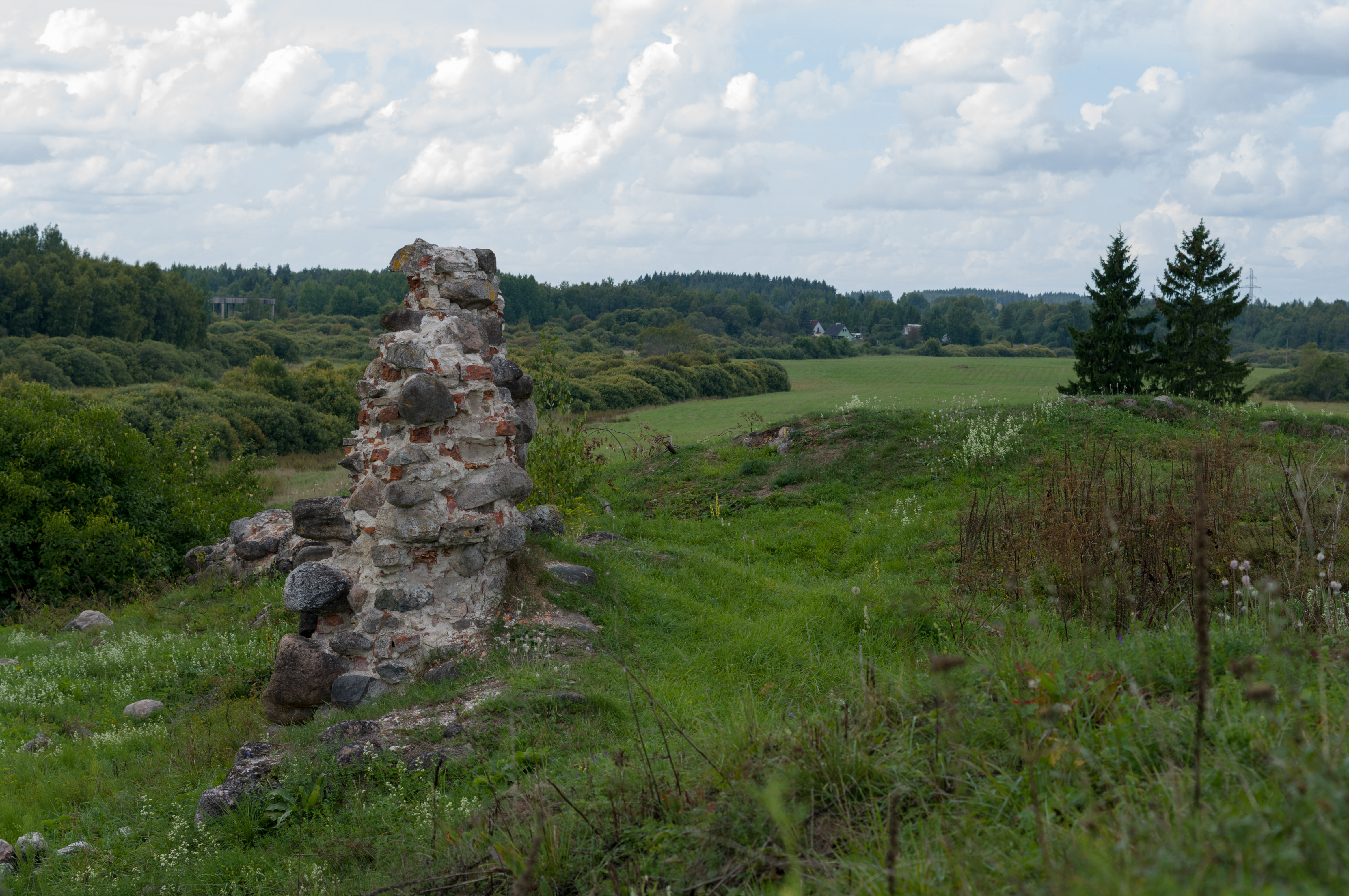
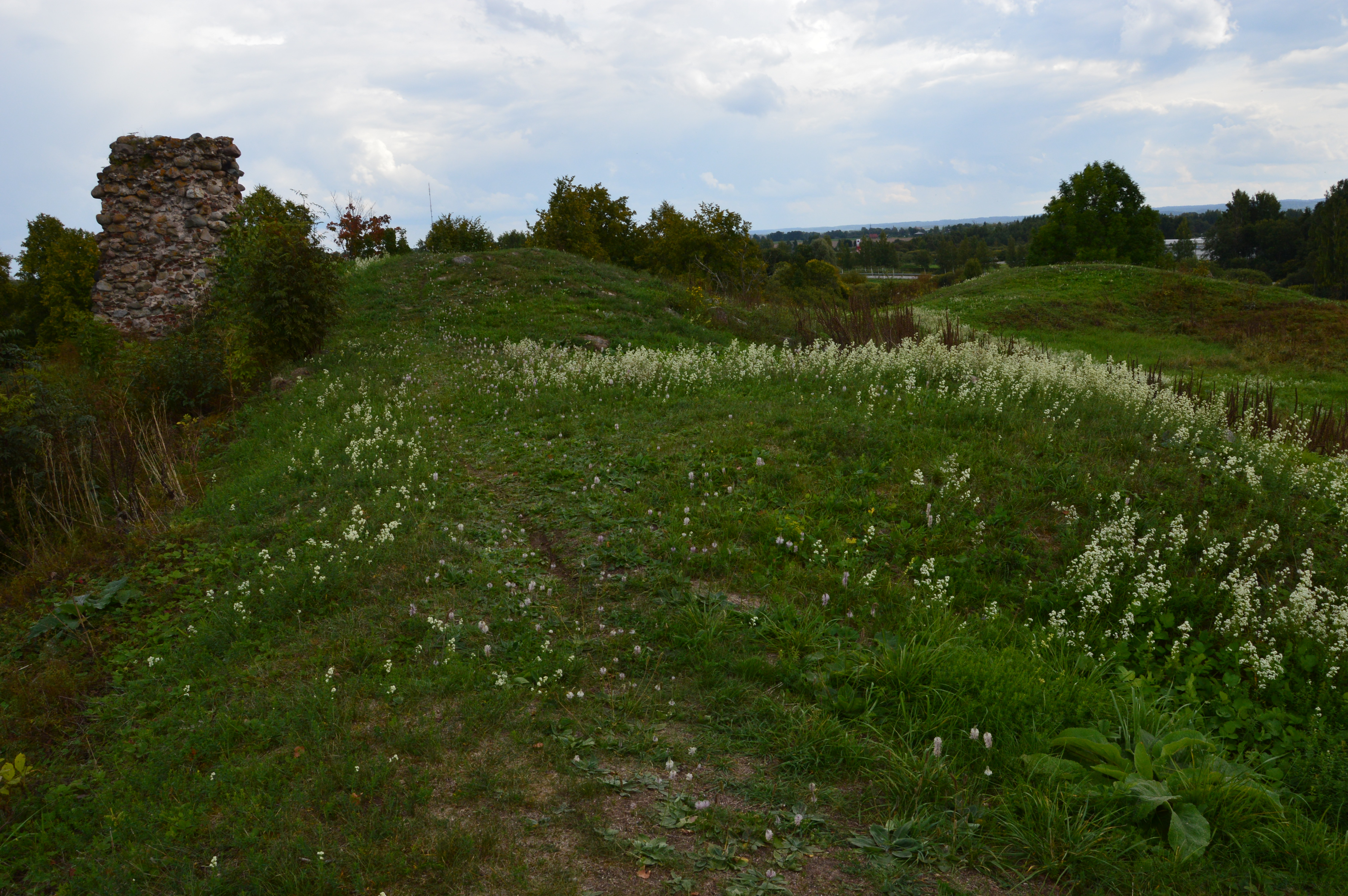
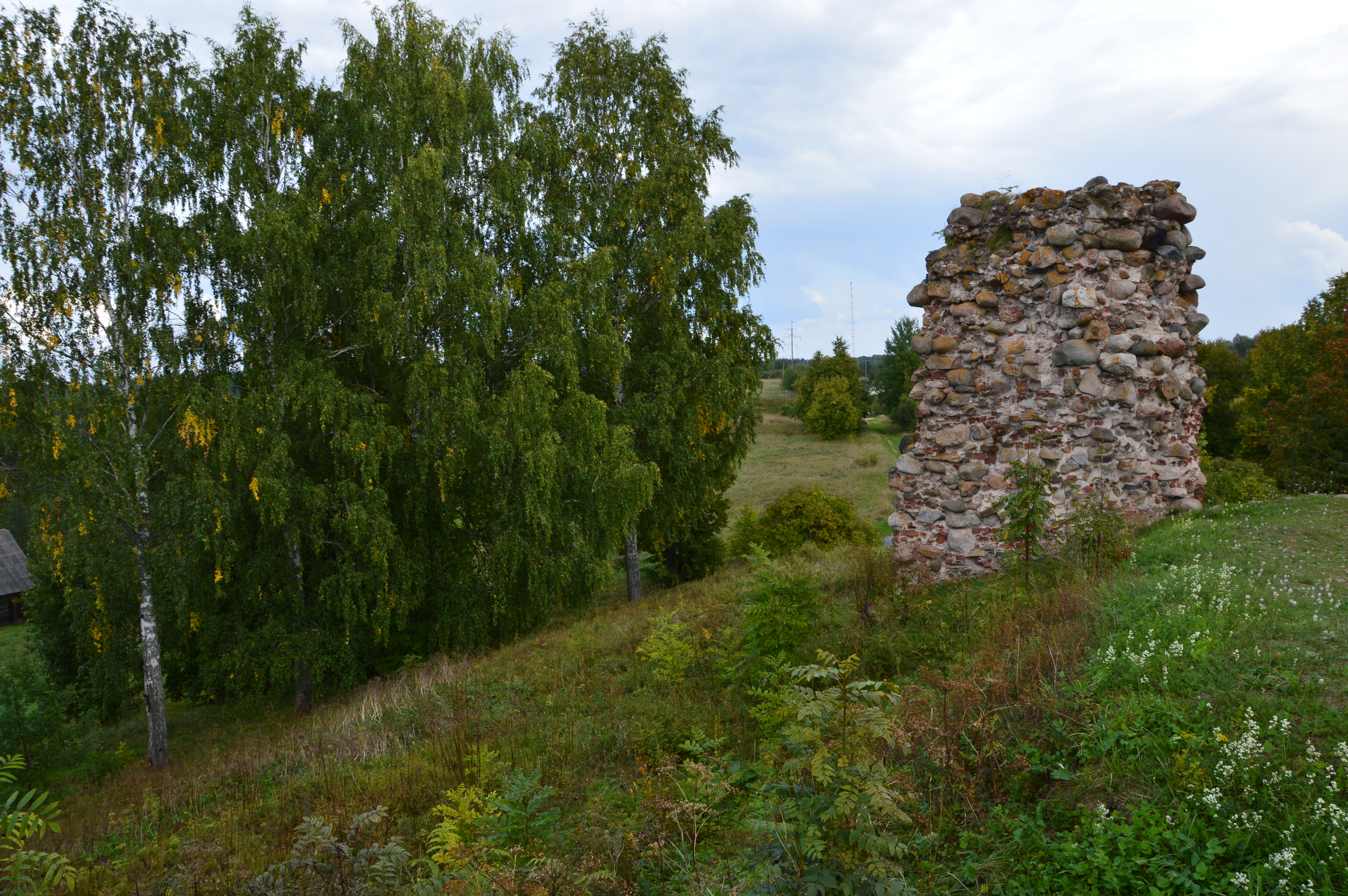
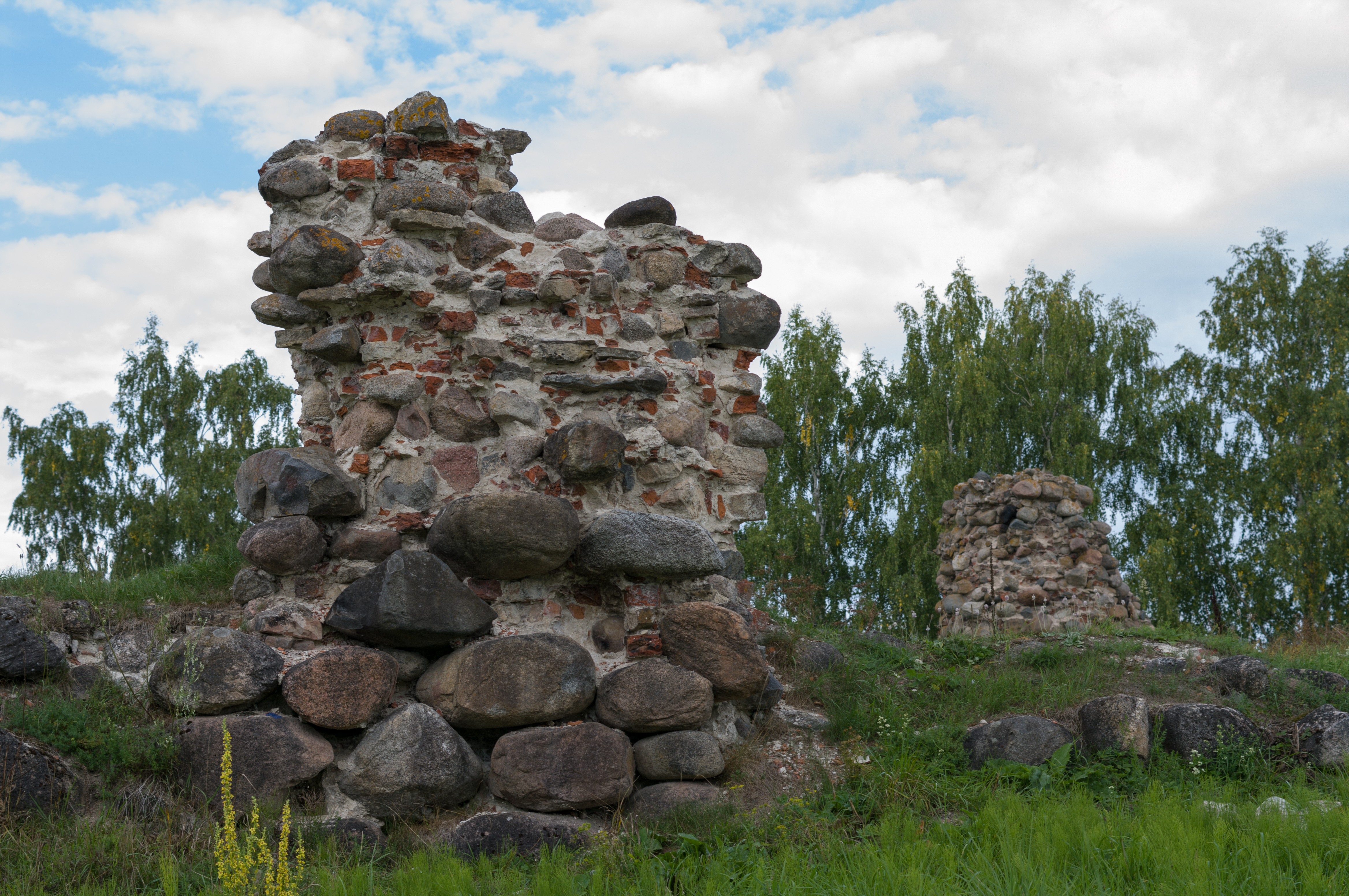
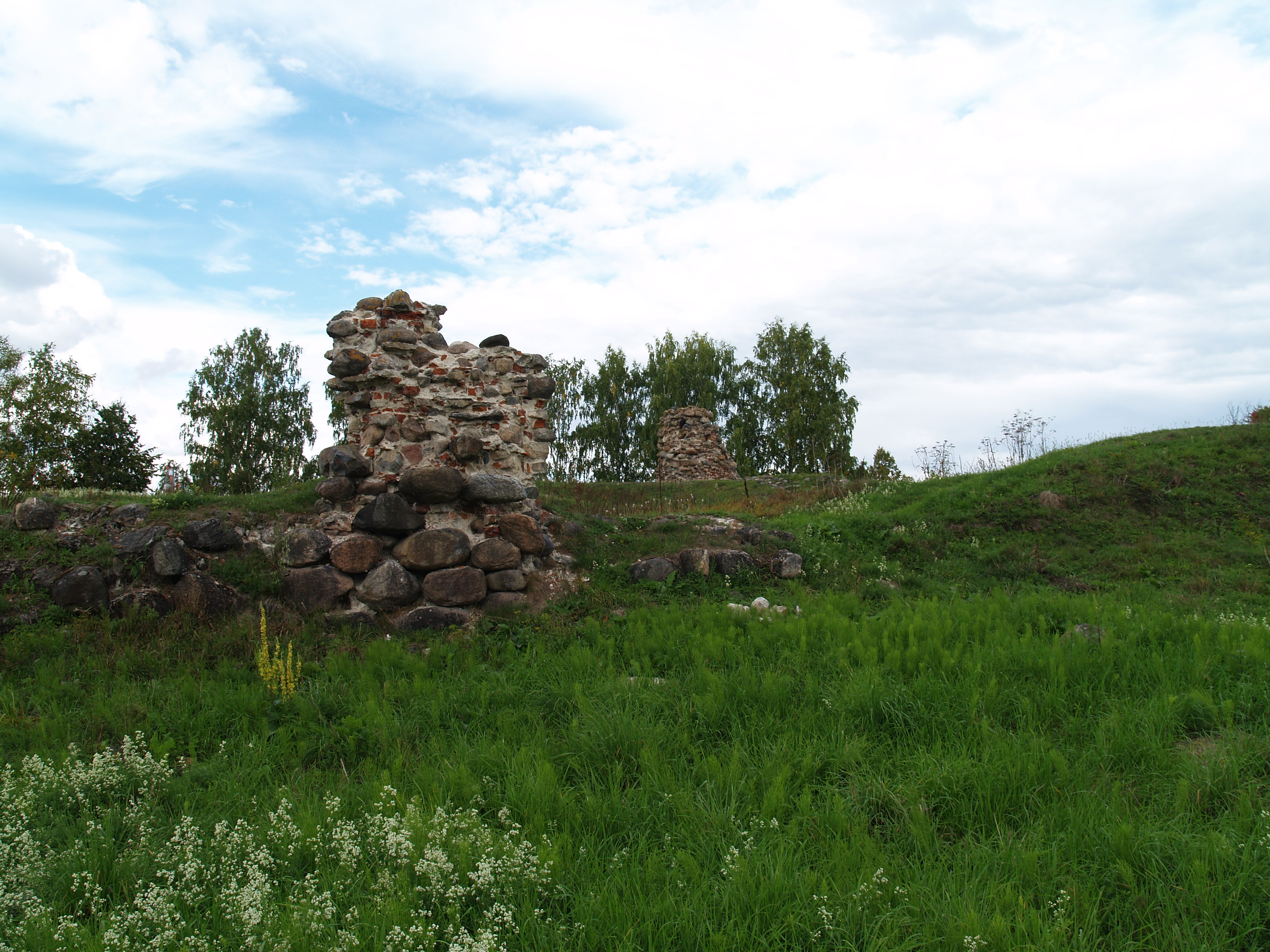
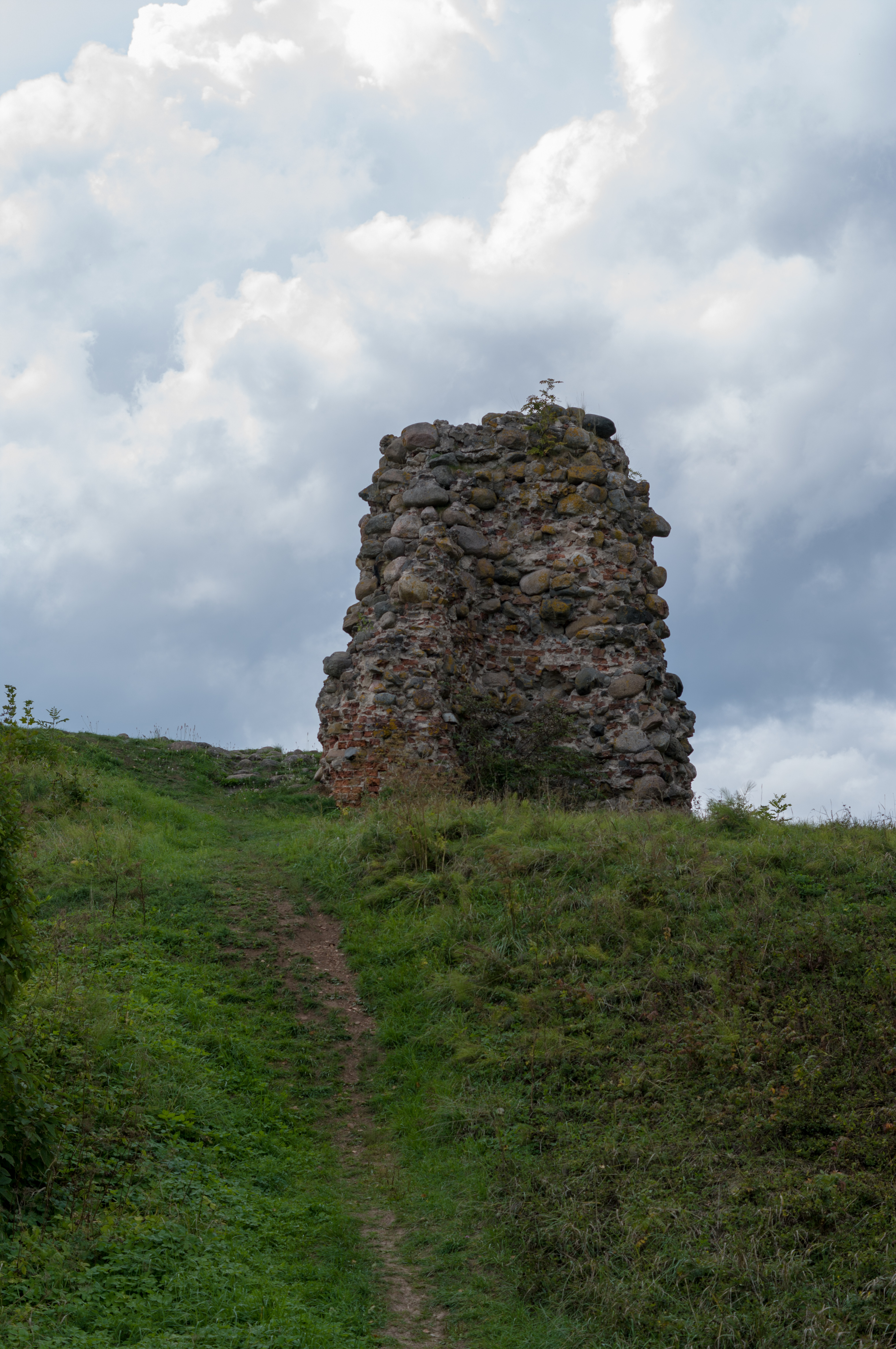
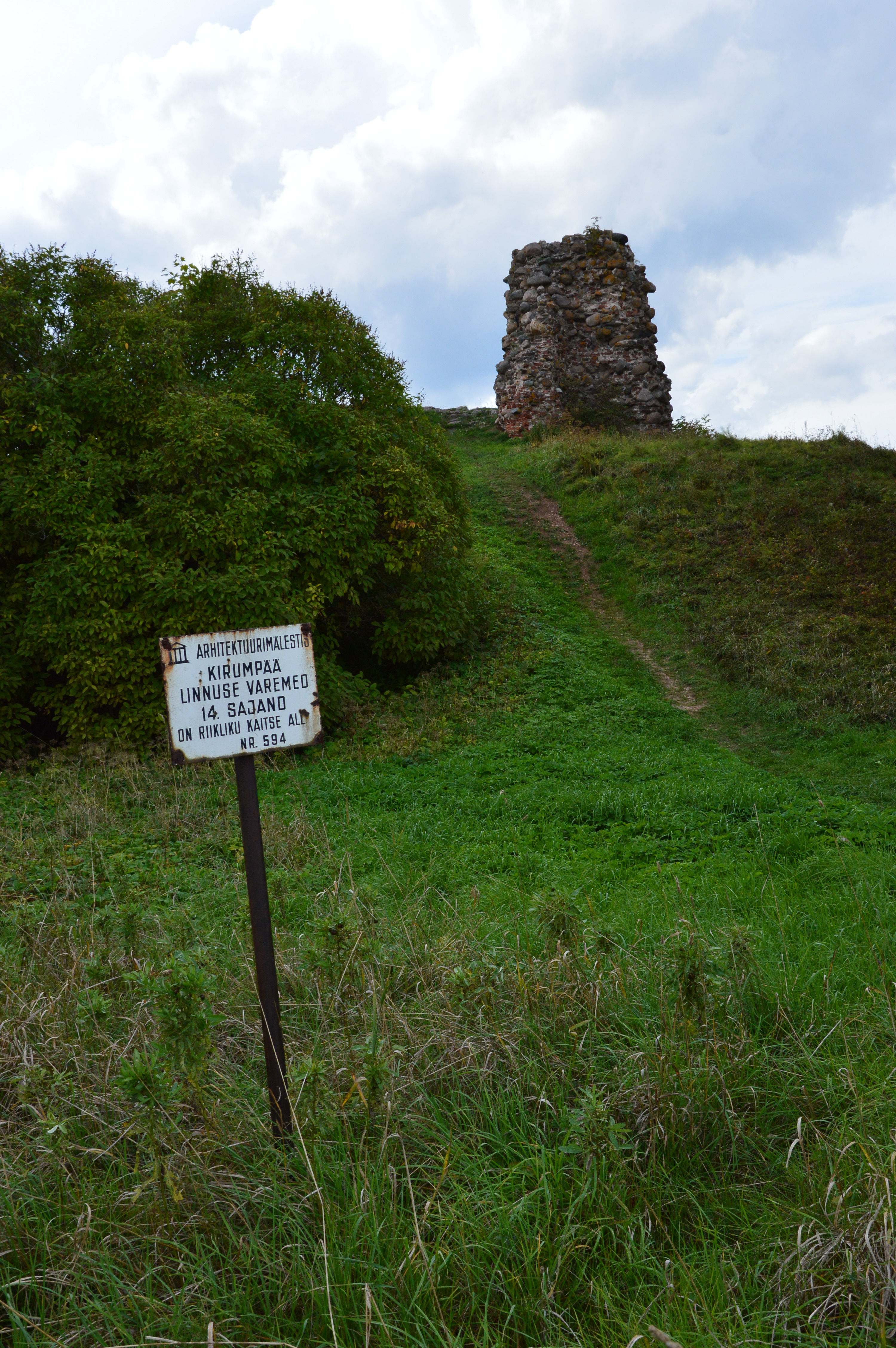
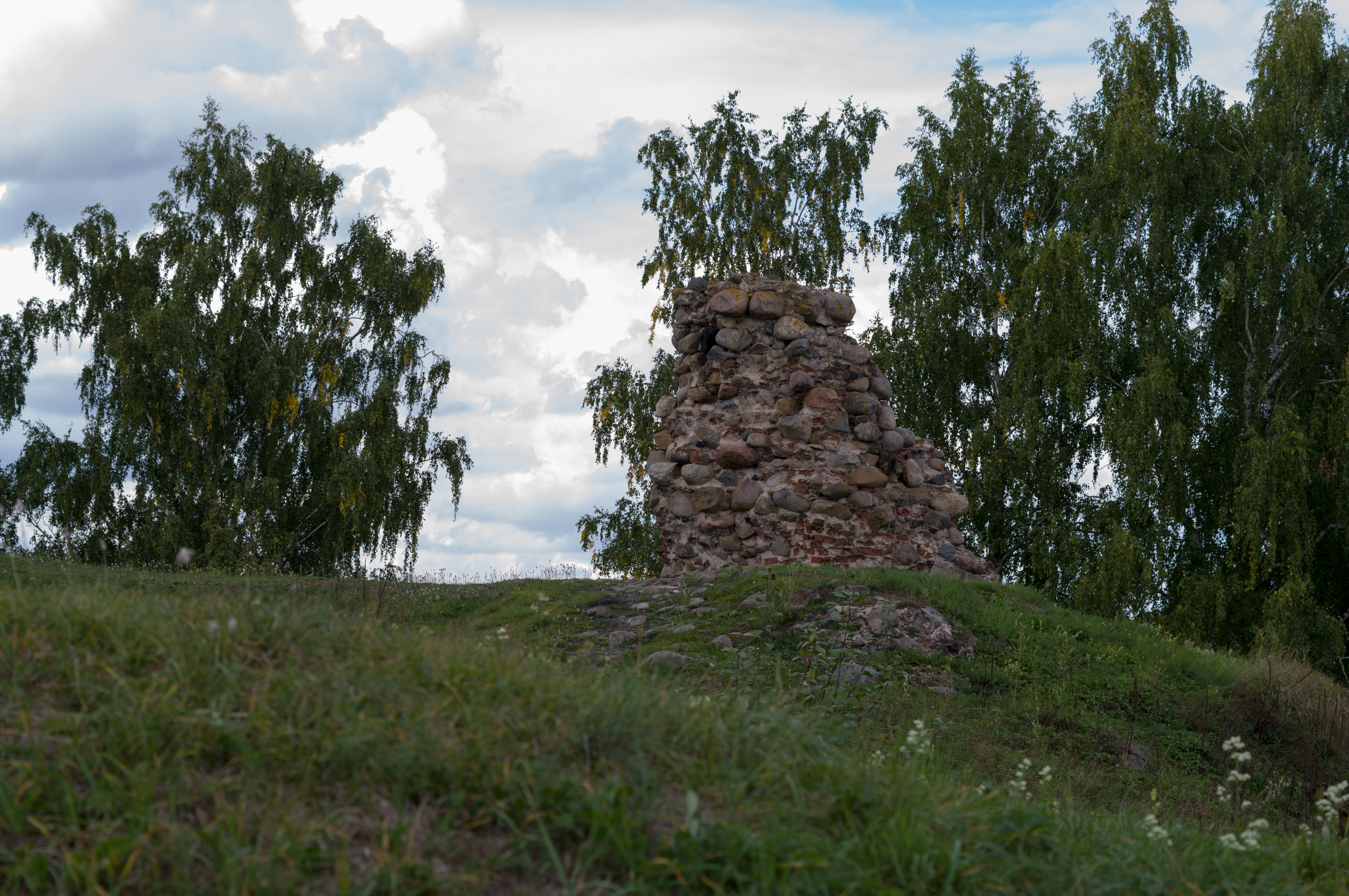
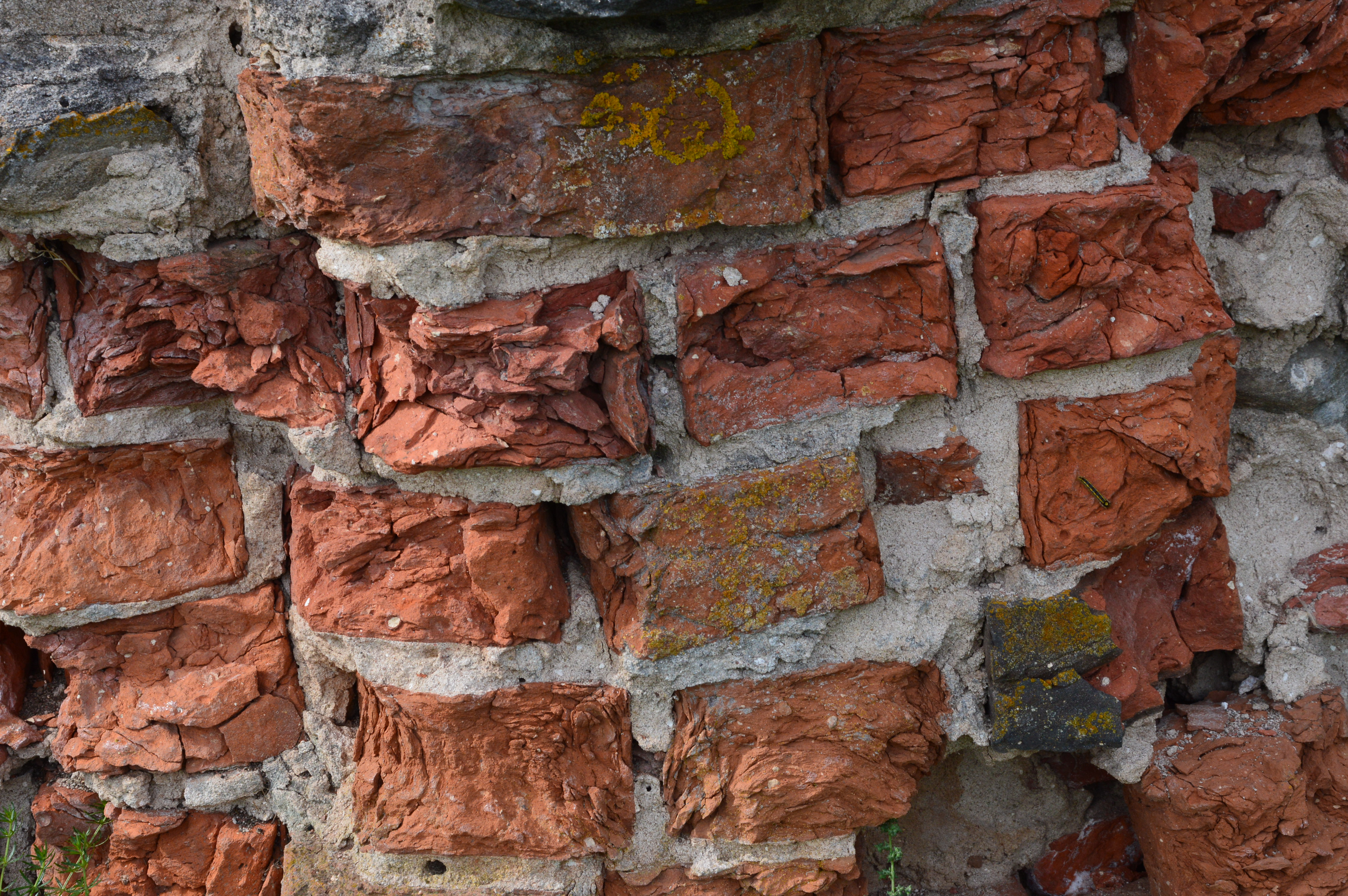
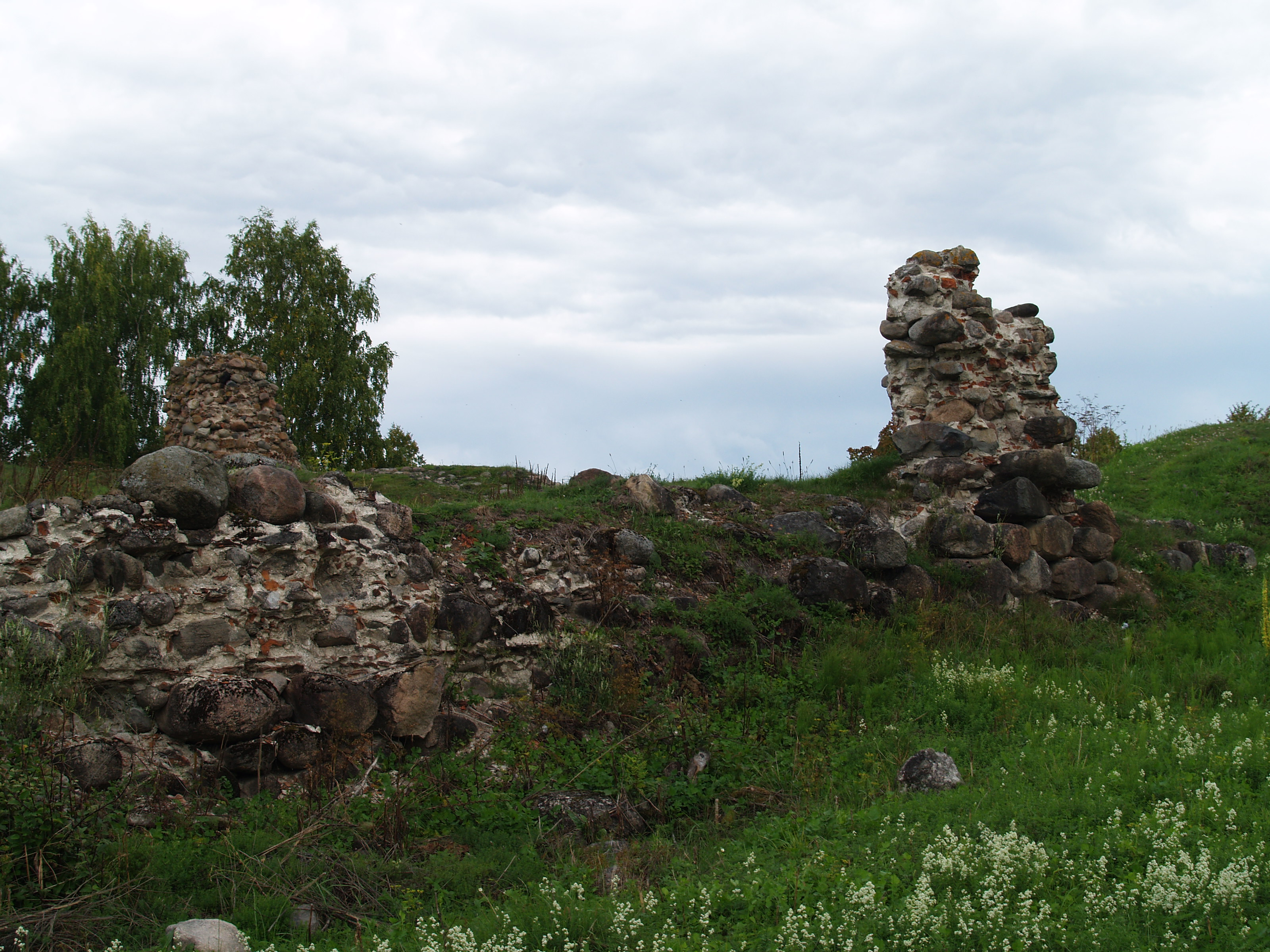